# Síl Conairi
Los Síl Conairi (Sil Chonairi, Conaire) o "Semilla de Conaire" son el conjunto de dinastías de la rama Clanna Dedad de la tribu Érainn descendientes del monarca Conaire Mór, hijo de Eterscél Mór, descendiente de Deda mac Sin: De este grupo forman parte los Dál Riata, Múscraige, Corcu Duibne y Corcu Baiscinn.
Los Dál Riata, que presumiblemente se asentaron en el extremo nororiental de Ulster en el período prehistórico, participarían en la fundación del Reino de Alba o Escocia y serían responsables de la gaelización de ese país. La familia real más célebre de Escocia, la Casa de Dunkeld, se describió a sí misma como la "semilla de Conaire Mór" hasta el siglo XII. Conaire Mór es, por lo tanto, un antepasado de la familia real británica moderna a través de la Casa de Dunkeld. Según la tradición, el último rey en la línea masculina "directa" de Clanna Dedad y Síl Conairi fue Alejandro III de Escocia (m. 19 de marzo de 1286).
Aunque los eruditos han observado durante mucho tiempo una presencia gaélica prehistórica anterior en Escocia, se ha sugerido también que dos de los primeros reyes de los pictos eran de Dál Riata, y que pueden haber sido fundamentales en la (posterior) gaelización de los Pictos, fueron Bridei IV de los Pictos y su hermano Nechtan mac Der-Ilei.
El resto de los Síl Conairi se establecieron en Munster, donde, aunque manteniendo su personalidad como pueblo,, serían eclipsados al principio por sus parientes Corcu Loígde / Dáirine, aunque luego se pondrían bajo la protección de los Eóganachta, siendo fundamentales en el crecimiento de la dinastía. Los Múscraige se convertirían en los principales vasallos y asistentes de los Eóganachta y su rey tribal disfrutaba de un estatus similar al de los tres o cuatro reyes regionales del señorío de Cashel. Uno de los últimos e inesperados reyes de Munster fue un miembro de los Múscraige, Flaithbertach mac Inmainén (m. 944).
Los Corcu Duibne son conocidos por sus inscripciones ogham, ya que más de un tercio de todas las inscripciones irlandesas encontradas aparecen en su territorio. Tanto ellos como los Corcu Baiscinn fueron reputados marineros. Estos últimos se integrarían finalmente absorbidos en el Reino de Thomond bajo la dinastía O'Brien.
El nacimiento, vida y caída de Conaire Mór se narran en el cuento épico Togail Bruidne Dá Derga. Dos narraciones relacionadas de mayor interés para los genealogistas son De Síl Chonairi Móir y De Maccaib Conaire. En estos se le confunde con su descendiente o doble Conaire Cóem, padre de Na Trí Coirpri "Los Tres Cairbres", a saber, Coirpre Músc, a quo los Múscraige y Corcu Duibne, Coirpre Baschaín, a quo los Corcu Baiscinn, y Coirpre Rígfhota (Riata), a quo los Dál Riata.